# Yavatmal (stad)
Yavatmal is een nagar panchayat (plaats) in het district Yavatmal van de Indiase staat Maharashtra. 

## Demografie
Volgens de Indiase volkstelling van 2001 wonen er 122.906 mensen in Yavatmal, waarvan 51% mannelijk en 49% vrouwelijk is. De plaats heeft een alfabetiseringsgraad van 79%. 